# Pepino (vrucht)
De pepino (Solanum muricatum) is een plant uit de nachtschadefamilie (Solanaceae). De vrucht wordt ook wel appelmeloen of meloenpeer genoemd. De plant is overblijvend, aan de basis verhout, slap, vaak liggend en wordt tot 1 m lang. De afwisselend geplaatste bladeren kunnen ongedeeld ovaal-lancetvormig zijn of uit drie tot zeven lobben bestaan en zijn variabel van grootte. De bloemen groeien in trossen in de bladoksels. In open toestand zijn de bloemen 3–4 cm breed en bestaan uit vijf blauwe en/of witte kroonbladeren.
De pepino is een ronde of ovale 10-15 × 8–10 cm grote bes. De kleur van de dunne schil is geel of groenig met roodbruine vlekken of strepen. Het lichtgele, zachte, zeer sappige, zoete vruchtvlees smaakt naar meloen en peer. Er bestaan zaadhoudende en zaadloze rassen. Bij zaadhoudende rassen bevat de centrale vruchtholte talloze, plat-afgeronde, circa 3 mm grote, beige zaden.
De pepino is al een cultuurplant sinds de prekoloniale tijd in de hooglanden van Colombia, Ecuador en Peru. De soort wordt vooral gekweekt in het bergland van Zuid-Amerika tussen 900 en 2800 m en in Nieuw-Zeeland. Ook wordt de plant steeds vaker gekweekt in Oost-Afrika (onder andere Ethiopië), Oost-Azië, Australië, Californië, op de Canarische Eilanden en in het Middellandse Zeegebied.
De vrucht kan ook in Nederland steeds vaker op de markt worden aangetroffen. De plant kan in België en Nederland ook in de broeikas worden gekweekt. De plant kan worden vermeerderd door zaaien of stekken. Een uit zaad opgekweekte plant kan na vier of vijf maanden al bloemen produceren, een stek zal nog eerder bloeien.
Nota bene: In het Spaans en Portugees is pepino de naam voor de komkommer en de augurk.

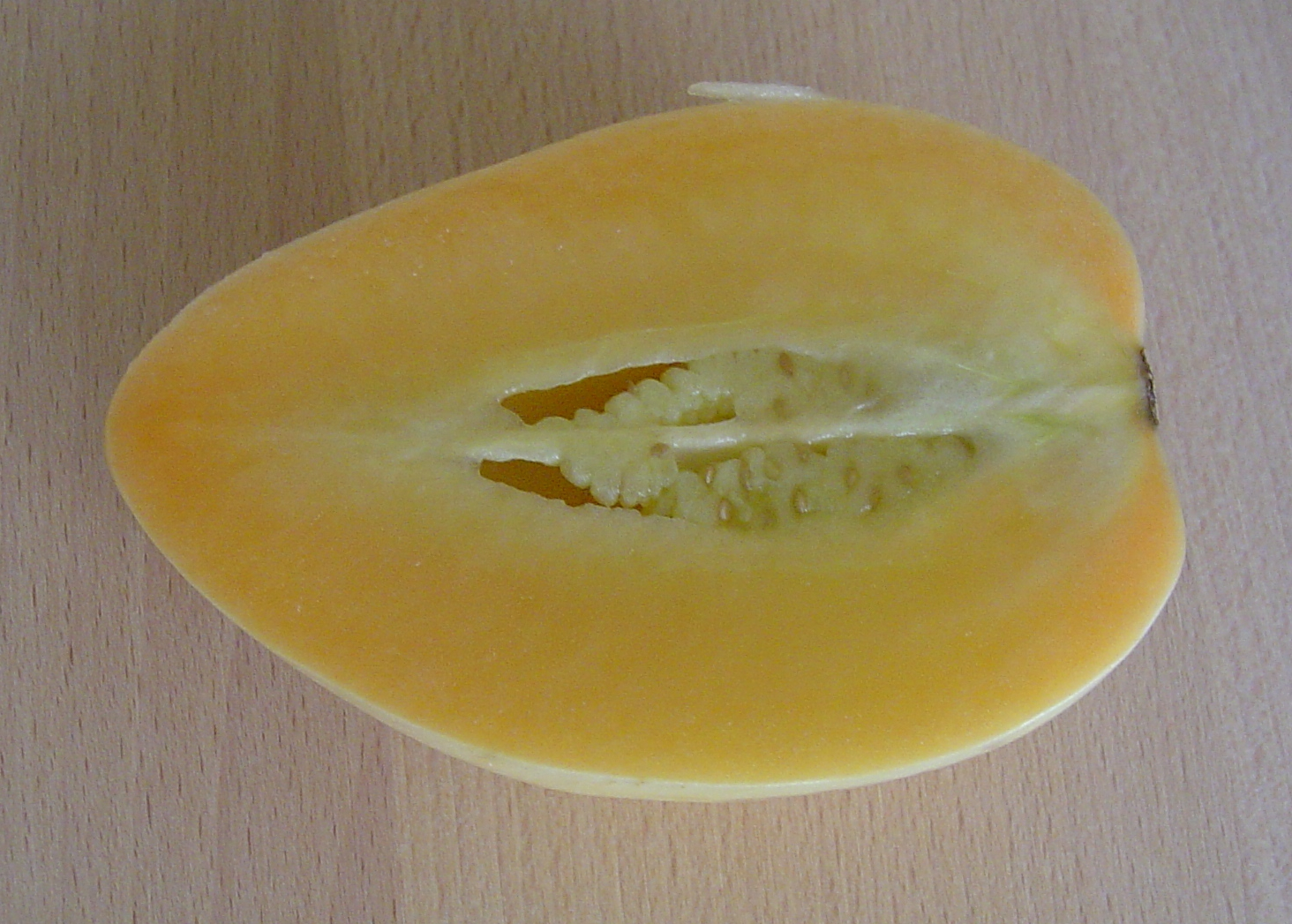
Doorsnede van pepino

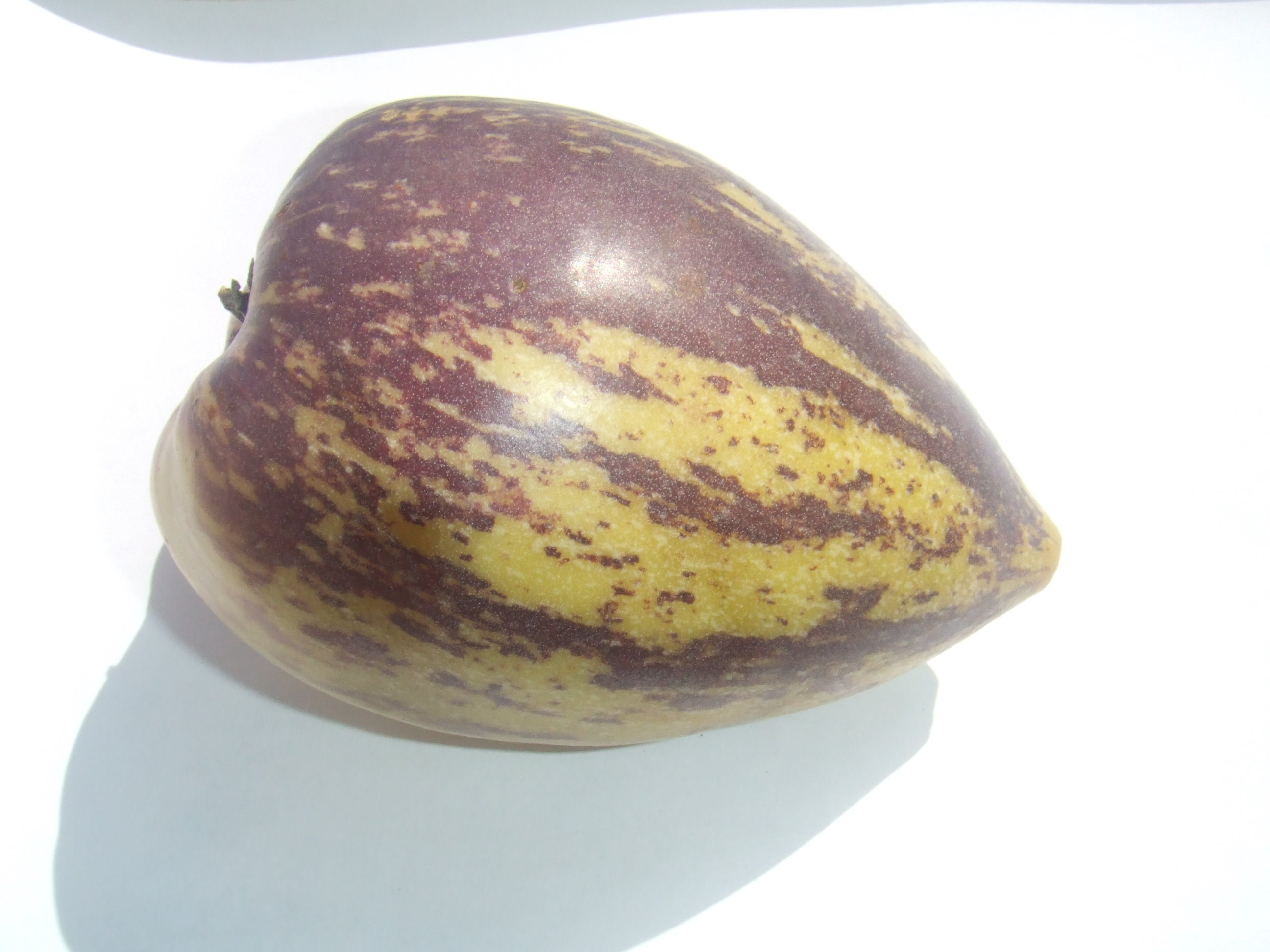

... · 
S. bauerianum · 
S. crispum · 
S. dulcamara (Bitterzoet) · 
S. jasminoides (Klimmende nachtschade) · 
S. lycocarpum · 
S. lycopersicum (Tomaat) · 
S. macrocarpon (Antruwa) · 
S. melongena (Aubergine) · 
S. muricatum (Pepino) · 
S. nigrum (Zwarte nachtschade) · 
S. nigrum subsp. schultesii (Beklierde nachtschade) · 
S. physalifolium (Glansbesnachtschade) · 
S. quitoense (Lulo) · 
S. sodomaeum (Sodomsappel) · 
S. sessiliflorum (Orinoco-appel) · 
S. triflorum (Driebloemige nachtschade) · 
S. tuberosum (Aardappel) · 
S. uporo (Kannibaaltomaat) · 
S. villosum (Donsnachtschade) · 
S. wendlandii (Costa Ricaanse nachtschade) · 
...